# Hell in a Cell 2014
Hell in a Cell 2014 was een professioneel worstel-pay-per-view en WWE  Network evenement dat georganiseerd werd door de WWE. Dit evenement was de 6e editie van Hell in a Cell en vond plaats in het American Airlines Center in Dallas (Texas) op 26 oktober 2014.

## Wedstrijden
| Nr. | Match | Winnaar(s)          |
| --- | --- | ------------------- |
| 1   | Randy Orton vs. John Cena in een Hell in a Cell match de winnaar wordt de eerste tegenstander van de titelhouder van het WWE World Heavyweight Championship                                 | John Cena           |
| 2   | Seth Rollins vs. Dean Ambrose in een Hell in a Cell match | Seth Rollins        |
| 3   | Big Show vs. Rusev met Lana in een één op één match. | Rusev               |
| 4   | Brie Bella vs. Nikki Bella in een één op één match. De verliezer van deze match wordt de secretaresse van de winnaar voor een hele maand. Als zij dit weigert zal deze WWE moeten verlaten. | Nikki Bella         |
| 5   | Sheamus (c) vs. The Miz in een match voor het WWE United States Championship | Sheamus             |
| 6   | AJ Lee (c) vs. Paige in een één op één match voor het WWE Divas Championship | AJ Lee              |
| 7   | Goldust en Stardust (c) vs. The Usos in een Tag team match voor het WWE Tag Team Championship                                                                                               | Goldust en Stardust |
| 8   | Dolph Ziggler (c) vs. Cesaro in een Two out of Three Falls match voor het WWE Intercontinental Championship                                                                                 | Dolph Ziggler       |